# Федорчук Олександр Гнатович
Олекса́ндр Гна́тович Федорчу́к — майстер-сержант Збройних сил України, учасник російсько-української війни, що відзначився під час російського вторгнення в Україну в 2022 році.

## Життєпис
Олександр народився 19 березня 1979 року в селі Комендантівці (з 2020 року — Пришибської сільської територіальної громади Кременчуцького району) Полтавської області. Після закінчення 9 класів загальноосвітньої школи в рідному селі навчався в Гадяцькому аграрному училищі. У 1997—1998 роках проходив строкову військову службу в лавах Збройних сил України. У 2001—2008 роках працював на Полтавському гірничо-збагачувальному комбінаті, потім працював на підприємствах міста «Кредо», «Феррошлях», а останні 10 років працював у ТОВ «Феррострой». У 2014—2015 роках брав участь у бойових діях в АТО на сході України у складі 1-го гірничо-штурмового батальйону 128-ї окремої гірничо-піхотної бригади (в/ч А1556). З початком повномасштабного російського вторгнення в Україну мобілізований і перебував на передовій. 1 серпня 2022 року зазнав поранень внаслідок ворожого артилерійського обстрілу позицій підрозділу касетними снарядами. Був доставлений у Дніпропетровську обласну клінічну лікарню імені І. І. Мечникова, де поранений помер 3 серпня 2022 року.

## Нагороди
- орден «За мужність» III ступеня (2022) — за особисту мужність і самовіддані дії, виявлені у захисті державного суверенітету та територіальної цілісності України, вірність військовій присязі[6].